# Генрих Донцель
Генрих Донзе́ль (фр. Henri Donzel) или Генрих Щёголь (фр. Henri Damoiseau, ок. 1035 — 1070/1074) — второй сын герцога Бургундии Роберта I Старого и Элии (Гедвиги) де Семюр, наследник герцогства Бургундия с 1059/1060 года.

## Биография
Генрих стал наследником герцогства после гибели своего старшего брата, Гуго, в 1059/1060 году. Однако он умер раньше отца.

## Брак и дети
Имя жены Генриха в источниках не упоминается. В качестве года брака на основании года рождения старшего сына указывается 1056 год. 
Аббат Морис Шом на основании ономастических данных предположил, что жена Генриха была родственницей графа Барселоны Рамона Борреля I. Сабольч де Важай предположил, что женой Генриха была дочь Беренгера Рамона I, графа Барселоны. Из дочерей Рамона Беренгера обычно выбирается Сибилла (1035—1074).
Другие историки считают, что его женой была Сибилла, дочь Рено I, графа Бургундии. 
Существует ещё одна версия. Жан Ришар предположил, что жену Генриха звали Клеменция и она происходила из Пуатье.
Дети:
- Гуго I (1057—1093), герцог Бургундии 1076—1079
- Эд I (1058—1103), герцог Бургундии с 1079
- Роберт (1059—1111), епископ Лангра
- Элия (1061 — после 1081/1084)
- Беатрис (1063 — до 1110); муж: после 1082 Ги III (ум. до 1126), сеньор де Виньори
- Рено (1065—1092), аббат де Сен-Пьер во Флавиньи
- Генрих (1066—1112), граф Португалии, родоначальник Португальского королевского дома (Бургундской династии)